# 5 Batalion Strzelców Celnych
5 Batalion Wolnych Strzelców Mazowieckich ppłk. Geritza – ochotnicza polska formacja wojskowa powołana w czasie powstania listopadowego.
Oddział został utworzony w grudniu 1830 w Warszawie z ochotników pod nazwą „Piekielników”

## Dowódca
- ppłk Karol Geritz[2]

## Bitwy i potyczki
- Jadów (początek marca 1831)